# Przemysław Szymiński
Przemysław Szymiński (ur. 24 czerwca 1994 w Katowicach) – polski piłkarz występujący na pozycji obrońcy. Od 2025 r. jest zawodnikiem w polskim klubie Ruch Chorzów.

## Życiorys
W Ekstraklasie zadebiutował  15 lipca 2016 roku w zakończonym wynikiem 2:1 meczu przeciwko Lechii Gdańsk rozegranym w Płocku, w którym strzelił swoją pierwszą bramkę, zarówno w tych rozgrywkach, jak i ogółem w ligowych występach w barwach Wisły. Jest byłym młodzieżowym reprezentantem Polski.
1 sierpnia 2017 został piłkarzem włoskiego US Città di Palermo.